# Epitola radiata
Epitola radiata är en fjärilsart som beskrevs av Bethune-Baker 1926. Epitola radiata ingår i släktet Epitola och familjen juvelvingar. Inga underarter finns listade i Catalogue of Life.